# 愛知県道198号小牧停車場線
愛知県道198号小牧停車場線（あいちけんどう198ごう こまきていしゃじょうせん）は、愛知県小牧市内を通る元一般県道である。県道の認定解除後は小牧市の市道になっている。県道番号198番は現在一宮小牧線が指定されている。

## 概要

### 路線データ
- 起点：小牧停車場
- 終点：愛知県小牧市中央1丁目
- 延長：約120m

## 地理

### 通過する自治体
- 愛知県
  - 小牧市

### 交差する道路
- 愛知県道102号名古屋犬山線（木曽街道）

### 沿線・周辺
- 名鉄小牧線 小牧駅
- 桃花台新交通桃花台線 小牧駅（廃駅）